# Piper berteroanum
Piper berteroanum är en pepparväxtart som beskrevs av C. Dc.. Piper berteroanum ingår i släktet Piper och familjen pepparväxter. Inga underarter finns listade i Catalogue of Life.